# Balep Ba Ndoumbouk
Balep Ba Ndoumbouk (in armeno Բալեպ Բա Նդումբուկ?, Balep Ba Ndowmbowk; 24 ottobre 1987) è un ex calciatore camerunese naturalizzato armeno, che giocava come centrocampista.

## Carriera

### Club
Ha giocato 5 partite nei turni preliminari di Champions League.

### Nazionale
Ha giocato 3 partite nella nazionale armena, tutte nel Cyprus International Football Tournament, un torneo amichevole riservato a squadre nazionali giocato a Cipro.

## Statistiche

### Cronologia presenze e reti in nazionale
| Cronologia completa delle presenze e delle reti in nazionale ― Armenia | Cronologia completa delle presenze e delle reti in nazionale ― Armenia | Cronologia completa delle presenze e delle reti in nazionale ― Armenia | Cronologia completa delle presenze e delle reti in nazionale ― Armenia | Cronologia completa delle presenze e delle reti in nazionale ― Armenia | Cronologia completa delle presenze e delle reti in nazionale ― Armenia | Cronologia completa delle presenze e delle reti in nazionale ― Armenia | Cronologia completa delle presenze e delle reti in nazionale ― Armenia |
| Data                                                                   | Città                                                                  | In casa                                                                | Risultato                                                              | Ospiti                                                                 | Competizione                                                           | Reti                                                                   | Note                                                                   |
| ---------------------------------------------------------------------- | ---------------------------------------------------------------------- | ---------------------------------------------------------------------- | ---------------------------------------------------------------------- | ---------------------------------------------------------------------- | ---------------------------------------------------------------------- | ---------------------------------------------------------------------- | ---------------------------------------------------------------------- |
| 18/02/2004                                                             | Pafo                                                                   | Ungheria                                                               | 2 – 0                                                                  | Armenia                                                                | Cyprus International Tournament                                        | -                                                                      | 74’                                                                    |
| 19/02/2004                                                             | Pafo                                                                   | Armenia                                                                | 3 – 3                                                                  | Kazakistan                                                             | Cyprus International Tournament                                        | -                                                                      |                                                                        |
| 21/02/2004                                                             | Nicosia                                                                | Armenia                                                                | 2 – 0                                                                  | Georgia                                                                | Cyprus International Tournament                                        | -                                                                      | 79’                                                                    |
| Totale                                                                 |                                                                        | Presenze                                                               | 3                                                                      |                                                                        | Reti                                                                   | 0                                                                      |                                                                        |

## Palmarès

### Club

#### Competizioni nazionali
- Campionato armeno: 2

P'yownik: 2003, 2004
- Coppa d'Armenia: 1

P'yownik: 2004